# Брендан Вітт
Брендан Вітт (англ. Brendan Witt; нар. 20 лютого 1975, м. Гумбольдт, Канада) — канадський хокеїст, захисник.
Виступав за «Сієтл Тандербердс» (ЗХЛ), «Вашингтон Кепіталс», «Портленд Пайретс» (АХЛ), «Брекнелл Біз» (локаут), «Нашвілл Предаторс», «Нью-Йорк Айлендерс», «Бриджпорт Саунд-Тайгерс» (АХЛ).
В чемпіонатах НХЛ — 890 матчів (25+96), у турнірах Кубка Стенлі — 41 матч (4+1).
У складі молодіжної збірної Канади учасник чемпіонату світу 1994.
Досягнення
- Переможець молодіжного чемпіонату світу (1994)

Нагороди
- Трофей Білла Гантера (1994)